# Ammoniumhexafluorophosphat
Ammoniumhexafluorophosphat ist eine chemische Verbindung aus der Gruppe der Hexafluorophosphate.

## Gewinnung und Darstellung
Ammoniumhexafluorophosphat kann durch Reaktion von Phosphorpentachlorid mit Ammoniumfluorid gewonnen werden.
{\displaystyle \mathrm {PCl_{5}+6\ NH_{4}F\longrightarrow NH_{4}[PF_{6}]+5\ NH_{4}Cl} }
Ebenfalls möglich ist die Darstellung durch Reaktion von Phosphornitrilchlorid mit Flusssäure.
{\displaystyle \mathrm {(NPCl_{2})_{n}+6\ n\ HF\longrightarrow n\ NH_{4}[PF_{6}]+2\ n\ HCl} }

## Eigenschaften
Ammoniumhexafluorophosphat ist ein farbloses Salz, das meist in Form von quadratischen, selten rechteckigen Blättchen oder dicken Tafeln vorliegt. Es ist sehr leicht löslich in Wasser, ferner löslich in Aceton, Methanol und Ethanol. Es zersetzt sich bei stärkerem Erhitzen, ohne vorher zu schmelzen und wird durch starke Säuren beim Kochen langsam hydrolysiert.

## Verwendung
Ammoniumhexafluorophosphat kann zur Herstellung vieler Salze der Hexafluorphosphorsäure verwendet werden, beispielsweise erhält man mit den entsprechenden Alkalilaugen Natriumhexafluorophosphat-Monohydrat NaPF6·H2O bzw. Kaliumhexafluorophosphat KPF6 und mit RbCl oder CsCl Rubidiumhexafluorophosphat bzw. Caesiumhexafluorophosphat.